# Липнишковский сельсовет

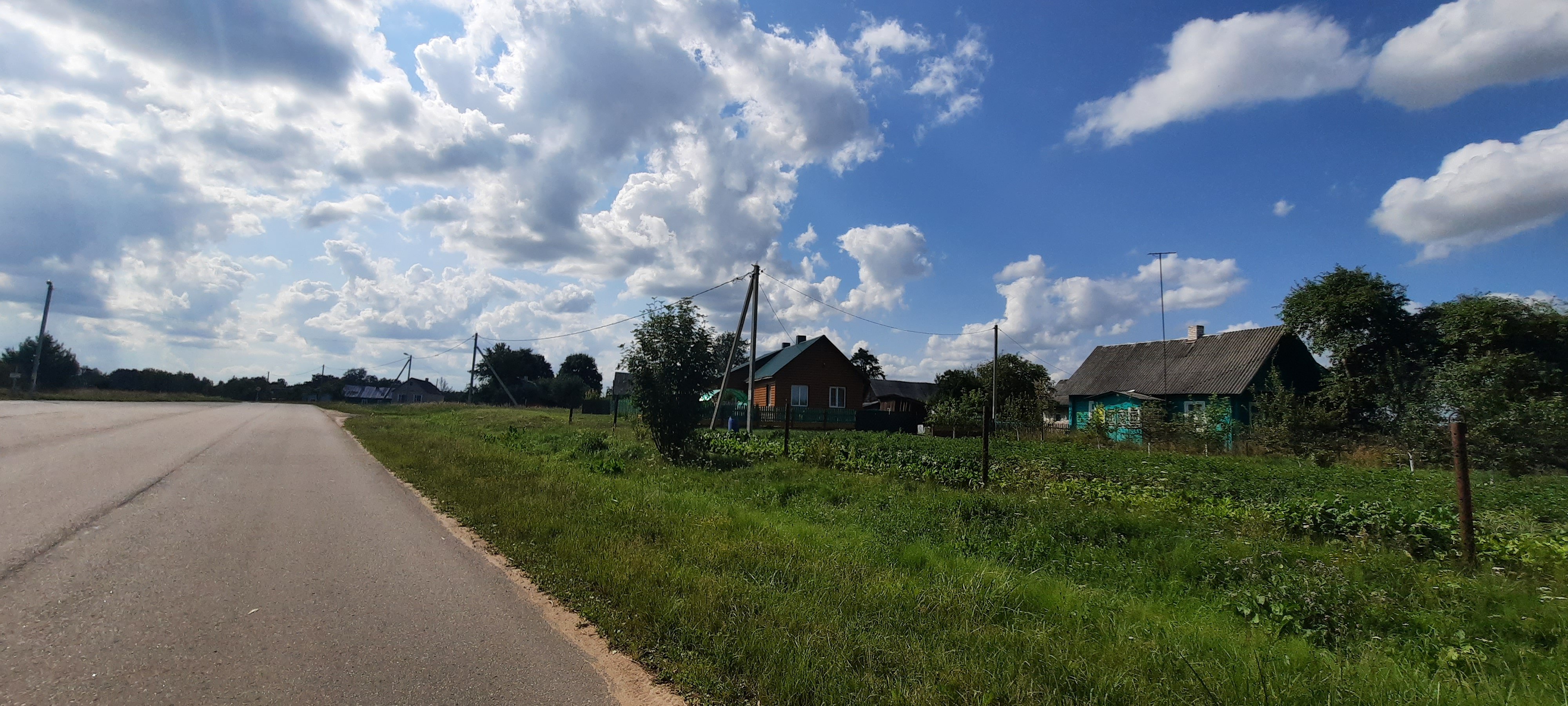
Посёлок Гавья

Липнишковский сельсовет — административная единица на территории Ивьевского района Гродненской области Белоруссии. Административный центр — агрогородок Липнишки.

## Состав
Липнишковский сельсовет включает 48 населённых пунктов:
- Андрушки — деревня.
- Большая Показь — деревня.
- Большая Почерня — деревня.
- Большие Князиковцы — деревня.
- Бородыны — деревня.
- Вигушки — деревня.
- Войтовичи — деревня.
- Володковщина — деревня.
- Гавья — посёлок.
- Галимщина — деревня.
- Грабли — деревня.
- Дворчане — деревня.
- Дороши — деревня.
- Дульки — деревня.
- Заболоть — деревня.
- Зыгмунтишки — деревня.
- Каменчане — деревня.
- Квачи — деревня.
- Кевры — деревня.
- Ковали — деревня.
- Козинцы — деревня.
- Круглое Поле — хутор.
- Кузьмы — деревня.
- Липнишки — агрогородок.
- Липнишки — хутор.
- Лосевцы — деревня.
- Лубеняты — деревня.
- Ляйки — деревня.
- Малая Показь — деревня.
- Малая Почерня — деревня.
- Малые Князиковцы — деревня.
- Масликовцы — деревня.
- Нацковичи — деревня.
- Некраши — деревня.
- Новая Жижма — деревня.
- Огородники — деревня.
- Однополь — деревня.
- Острово — хутор.
- Покути — деревня.
- Саковичи — деревня.
- Сапяжин — хутор.
- Сонтаки — деревня.
- Стигане — деревня.
- Ткачи — деревня.
- Центральная — деревня.
- Чабрынь — деревня.
- Чеховцы — деревня.
- Шелути — деревня.

## Производственная сфера

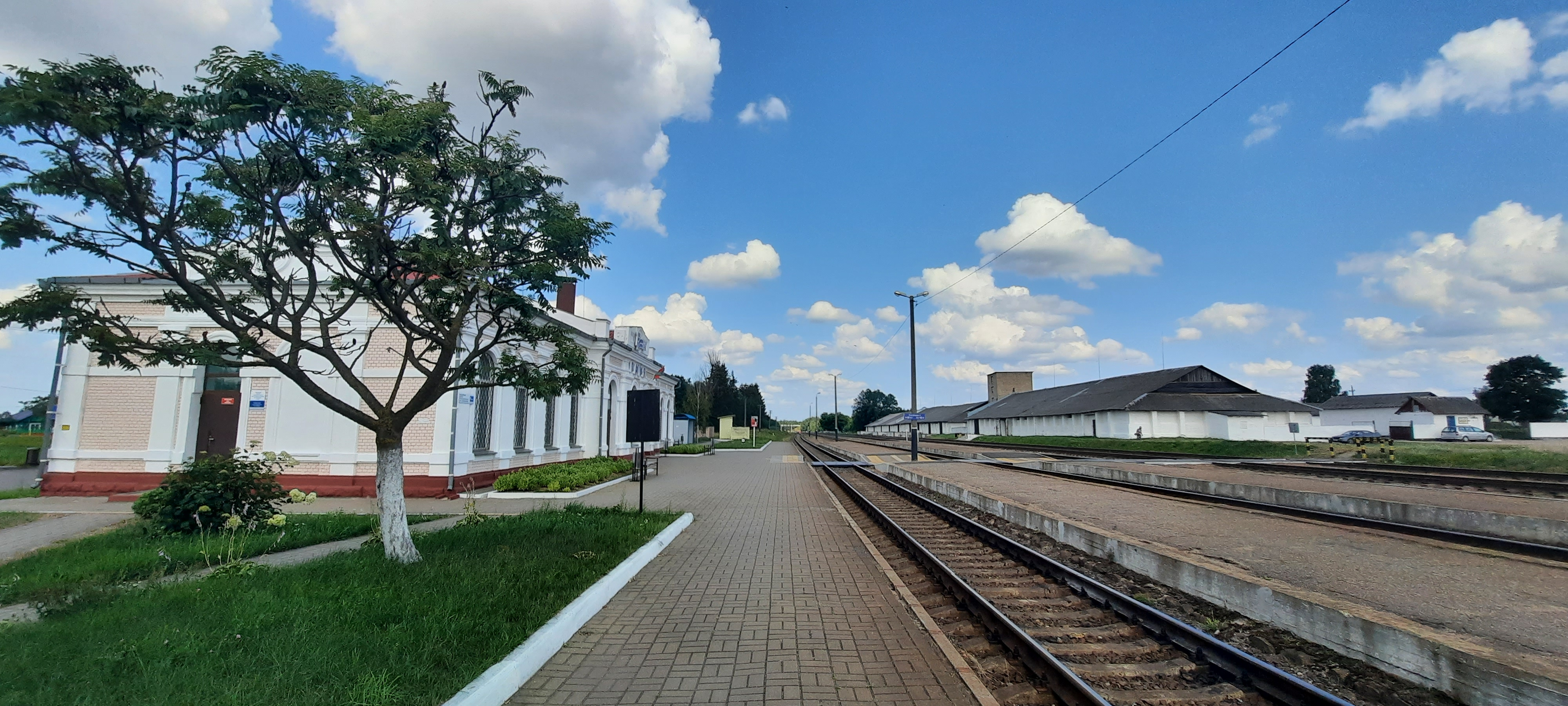
Жд станция в посёлке Гавья

- Жд станция в посёлке Гавья СПК «Агро-Липнишки»
- КСУП «Субботники»
- СПК имени Баума
- ОАО «Ивьевская сельхозтехника»
- Ж/д станция Гавья
- Липнишковское лесничество

## Социальная сфера
Образование — УПК ДС-СШ, УПК ДС-БШ, БШ, 2 ДС. Медицина — амбулатория, 3 ФАПа, аптека. Культура — СДК, 2 СБ, сельский клуб, сельская библиотека, 2 библиотеки-клуба.

## Памятные места
Воинские захоронения — две братские могилы д. Липнишки, д. Б.Князиковцы.

## Достопримечательности
- Костел Святого Казимира;
- Каплица Воздвижения Святого Креста;
- Церковь Покрова Пресвятой Богородицы.
- Вагина Ангелины